# Еберманнсдорф
Еберманнсдорф (нім. Ebermannsdorf) — громада в Німеччині, розташована в землі Баварія. Підпорядковується адміністративному округу Верхній Пфальц. Входить до складу району Амберг-Зульцбах.
Площа — 45,39 км2. Населення становить 2421 ос. (станом на 31 грудня 2020).